# Угланов, Николай Александрович
Никола́й Алекса́ндрович Угла́нов (5 [17] декабря 1886, Рыбинский уезд, Ярославская губерния — 31 мая 1937, Москва) — советский государственный и партийный деятель, один из лидеров «правой оппозиции» в ВКП(б). Расстрелян в 1937 году, реабилитирован посмертно.

## Биография
Родился 5 (17) декабря 1886 года в селе Феодоритское Рыбинского уезда в крестьянской семье. Образование получил в сельской школе. С 1898 года работал учеником на складе, приказчиком в Петербурге. Участник революции 1905—1907 годов. В 1907 году вступил в РСДРП, большевик. В 1908—1911 годах на военной службе, с 1912 года председатель профсоюза торгово-промышленных служащих Петербурга, в 1914—1916 годах в действующей Русской армии в звании унтер-офицера.
Участник Февральской и Октябрьской революций 1917 года.
С 1917 года на профсоюзной работе, в 1919—1920 годах в ЧОН. С 1920 года на партийной работе. С 20 августа 1924 года по 29 апреля 1929 года секретарь ЦК ВКП(б), в 1928—1930 годах нарком труда СССР.
В 1921—1922 годах кандидат в члены, а в 1923—1930 годах — член ЦК ВКП(б). Член Оргбюро ЦК ВКП(б) с 20 августа 1924 года по 29 апреля 1929 года, кандидат в члены Политбюро ЦК ВКП(б) с 1 января 1926 года по 29 апреля 1929 года.
Вместе с М. Н. Рютиным руководил разгромом «левой» оппозиции в Москве. В 1928—1929 годах разделял взгляды лидеров так называемого правого уклона, критически оценивал сталинскую практику индустриализации, методы работы в деревне, отстаивал свободу внутрипартийной критики. В 1929 году выступил с критикой руководства партии за нежелание признать ошибки в управлении экономикой. В конце 1929 года заявил о признании своих ошибок и отказался от поддержки лидеров «правых». В 1930 году Партколлегией ЦКК ВКП(б) объявлен выговор. В 1932 году привлечён к партийной ответственности по делу так называемого Союза марксистов-ленинцев, обвинён в содействии «контрреволюционной» деятельности этой группы и исключён из партии. В 1933 году был арестован в связи с делом «бухаринской школы».
После нескольких писем И. В. Сталину 16 апреля 1933 года освобождён и в мае назначен управляющим Обьрыбтрестом (Тобольск). 10 марта 1934 года восстановлен в партии.
23 августа 1936 года вновь исключён и арестован. Внесён в сталинский расстрельный список от 15 мая 1937 года по 1-й категории («за» Сталин, Молотов, Каганович, Ворошилов, Ежов). Военной коллегией Верховного суда СССР 31 мая 1937 года приговорён к расстрелу и в этот же день расстрелян вместе с А. Д. Арефьевым, И. О. Шлейфером, В. А. Яковлевым и др. (всего 6 осужденных). Место захоронения- «могила невостребованных прахов» № 1 крематория Донского кладбища.
Реабилитирован Пленумом Верховного суда СССР 18 июля 1989 года, 9 августа 1989 года КПК при ЦК КПСС восстановлен в партии.

### Семья
- Старший брат — Угланов Владимир Александрович (1883—1937). Родился в 1883 году в с. Феодоритское Рыбинского уезда Ярославской губ., русский, образование низшее, б/п (состоял в РСДРП в 1908—1914 гг.). Проживал: Ярославская область, с. Феодоритское. Конюх в колхозе «Заволжский луговод». Арестован 26 февраля 1937 года по обвинению в «в участии в террористической организации правых». Внесён в сталинский расстрельный список от 31 августа 1937 года от Ярославской обл.[6] Этапирован в Москву. Приговорён к ВМН ВКВС СССР 15 сентября 1937 года. Расстрелян в тот же день в г. Москва. Место захоронения — неизвестная могила Донского кладбища (в тот день расстрелянные не были кремированы). Реабилитирован посмертно ВКВС СССР 26 декабря 1957 года.[7]